# Мартин Донован
Мартин Пол Смит (енгл. Martin Paul Smith; рођен 19. августа 1957. Резеда, Калифорнија), познатији као Мартин Донован (енгл. Martin Donovan), амерички је филмски и ТВ глумац, и продуцент.
На великом платну, Донован је имао споредне улоге у филмовима као што су Агент Коди Бенкс (2003), Стражар (2006), Поседнуће у Конектикату (2009), Сајлент Хил: Откровење (2012), Саботажа (2014) и Антмен (2015). Донован је 2011. године дебитовао и као редитељ са својим филмом Запослени.